# Lijst van wielrenners - B
Dit is een lijst van wielrenners met als beginletter van hun achternaam een B.

## Ba
- Dylan van Baarle
- Henk Baars
- Arjen de Baat
- Kim de Baat
- Daniel Babor
- Frederik Backaert
- Elynor Bäckstedt
- Magnus Bäckstedt
- Fabien Bacquet
- Roger Baens
- Dirk Baert
- Armand Baeyens
- Edwin Bafcop
- Adriano Baffi
- Pierino Baffi
- Gediminas Bagdonas
- Andrea Bagioli
- Jean-Claude Bagot
- Serge Baguet (den Dakwerker)
- Federico Bahamontes (de adelaar van Toledo)
- Rahsaan Bahati
- Liane Bahler
- Lars Bak
- Frank van Bakel
- Darren Baker
- Jan Bakelants
- Cor Bakker
- Maarten den Bakker
- Cees Bal
- Linas Balčiūnas
- Fabio Baldato
- Abel Balderstone
- Ercole Baldini
- Gabriele Balducci
- Chris Baldwin
- Olivija Baleišytė
- Fortunato Baliani
- Klaas Balk
- Jamie Ball
- Alessandro Ballan
- Felicia Ballanger
- Franco Ballerini
- Alfredo Balloni
- Franco Balmamion
- Elisa Balsamo
- Marco Bandiera
- George A. Banker
- Elizabeth Banks
- Besmir Banushi
- André Bar
- Jocelyn Bar
- Francesca Barale
- Aivaras Baranauskas
- Dariusz Baranowski
- Stefano Barberi
- Sergio Barbero
- Rachele Barbieri
- Sofia Barbieri
- Cândido Barbosa
- Pierre Barbotin
- Koen Barbé
- Romain Bardet
- Milan Barényi
- Warren Barguil
- Giorgia Bariani
- Olivia Baril
- Vendramino Bariviera
- Luca Barla
- Elinor Barker
- Alice Barnes
- Hannah Barnes
- Gianbattista Baronchelli (Gibi)
- Francesca Baroni
- Mario Baroni
- Alessandro Baronti
- Carlos Barredo
- Antonio Barrutia
- Dede Barry
- Michael Barry
- Gino Bartali (de Vrome)
- Thomas Barth
- Honoré Barthélémy
- Robert Bartko
- Michele Bartoli
- Valentina Basilico
- Ivan Basso (Ivan de Verschrikkelijke)
- Marino Basso
- Christophe Bassons
- Marta Bastianelli
- Gene Bates
- Enrico Battaglin
- Giovanni Battaglin
- Fabio Battesini
- Graziano Battistini
- Alex Baudin
- Steve Bauer
- Ricarda Bauernfeind
- Phil Bauhaus
- Eric Baumann
- Gilbert Bauvin
- Asan Bazajev
- Pierre Bazzo

## Be
- Roger Beaufrand
- François Beaugendre
- Mario Beccia
- Daniel Becke
- Charlotte Becker
- Theophile Beeckman
- Teuntje Beekhuis
- Benoni Beheyt
- Andreas Beikirch
- Albert Beirnaert
- Daniëlle Bekkering
- Vicente Belda
- Julien Belgy
- Dirk Bellemakers
- Veronique Belleter
- Wladimir Belli
- Gaetano Belloni
- Francesco Bellotti
- Abdelkader Belmokhtar
- Raivis Belohvoščiks
- Joseba Beloki
- Chantal Beltman
- Ghita Beltman
- Manuel Beltrán (Triki)
- Louis Bendixen
- Walter Bénéteau
- Javier Benítez
- José Alberto Benitez
- Mireia Benito
- Henk Benjamins
- Daniele Bennati (De Panter)
- Adelin Benoît
- Tiesj Benoot
- Fumiyuki Beppu
- Takumi Beppu
- Julien Bérard
- Lars van den Berg
- Marijn van den Berg
- Vasco Bergamaschi
- Émilien-Benoît Bergès
- Camiel van den Bergh
- Stéphane Bergès
- Thomas Berkhout
- David Bernabéu
- Egan Bernal
- Jean-François Bernard (Jeff)
- Giovanni Bernaudeau
- Jean-René Bernaudeau
- Lorenzo Bernucci
- Julián Berrendero
- Leonardo Bertagnolli
- Clément Berthet
- Marcel Berthet
- Éric Berthou
- Yvon Bertin
- Sofia Bertizzolo
- Nazzareno Berto
- Rubens Bertogliati
- Fausto Bertoglio
- Alessandro Bertolini
- Nina Berton
- Remo Bertoni
- Henri Bertrand
- Alessandro Bertuola
- Jevgeni Berzin
- Frédéric Bessy
- Pierino Bestetti
- Mauro Bettin
- Paolo Bettini ('de krekel')
- Alberto Bettiol
- Roger Beuchat
- Serge Beucherie
- Eddy Beugels
- René Beuker
- Antonio Bevilacqua
- José Beyaert
- Laurent Bezault

## Bi
- Aude Biannic
- Dylan Bibic
- Freddy Bichot
- Sandrine Bideau
- Guus Bierings
- Jenthe Biermans
- Pello Bilbao
- Jaroslav Bílek
- Volodymyr Bileka
- Albert Billiet
- Pierangelo Bincoletto
- Alfredo Binda
- Frits van Bindsbergen
- René Binggeli
- Matthew Binham
- Aldo Bini
- Andy Bishop
- Franco Bitossi
- Olimpio Bizzi

## Bj
- Jonas Bjelkmark
- Emma Bjerg
- Mikkel Bjerg
- Mie Bjørndal Ottestad
- Miriam Bjørnsrud

## Bl
- Chantal Blaak
- Alexandre Blain
- Armand Blanchonnet
- Michael Blanchy
- Jesús Blanco Villar
- David Blanco
- Santiago Blanco
- Theo Blankenauw
- Michael Blaudzun
- Cor Blekemolen
- Jeroen Blijlevens
- Maurice Blomme
- Adam Blythe

## Bo
- Edvald Boasson Hagen
- Chris Boardman
- Louison Bobet
- Jean Bobet
- Jack Bobridge
- Vladislav Bobrik
- Lasse Bøchman
- Hans Bockkom
- Willy Bocklant
- Falk Boden
- Łukasz Bodnar
- Maciej Bodnar
- Thomas Bodo
- László Bodrogi
- Svetlana Boebnenkova
- Kris Boeckmans
- Jeroen Boelen
- Sophie de Boer
- Coen Boerman
- Vitalij Boets
- Henk Boeve
- Cesar Bogaert
- Jan Bogaert
- Jean Bogaerts
- John Bogers
- Davide Boifava
- Simone Boilard
- Cees Bol
- Jetse Bol
- Grega Bole
- Udo Bölts
- Carlo Bomans
- Emanuele Bombini
- Léon van Bon
- Roberta Bonanomi
- Bohdan Bondarjev
- Valter Bonča
- Alain Bondue
- Frans Bonduel
- Etienne Bonello
- Guillermo Rubén Bongiorno
- José Adrián Bonilla
- Francesco De Bonis
- Fanny Bonini
- Guillaume Bonnafond
- Olivier Bonnaire
- William Bonnet
- Samuel Bonnet
- Matteo Bono
- Giosuè Bonomi
- Stéphane Bonsergent
- Fabrizio Bontempi
- Guido Bontempi (de Buffel)
- Maaike Boogaard
- Michael Boogerd (Boogie, Mister Prodent)
- Brent Bookwalter
- Bart Boom
- Lars Boom
- André Boonen
- Tom Boonen (de Stormram, Bom Van Balen, Tornado Tom)
- Jos Boons
- Lauro Bordin
- Carlotta Borello
- Martin van den Borgh
- Simone Borgheresi
- Letizia Borghesi
- Julia Borgström
- Vladislav Borisov
- Alejandro Borrajo
- Marion Borras
- Gianluca Bortolami
- Jan Bos
- Marco Bos
- Theo Bos
- Jip van den Bos
- Bruno Boscardin
- Gerard Bosch van Drakestein
- Gabriele Bosisio
- Andrea Bosman
- Jacques Bossis
- Paolo Bossoni
- Josiane Bost
- Salvador Botella
- Santiago Botero
- Aleksandr Botsjarov
- Camille Botte
- Ottavio Bottecchia
- David Boucher
- Maxime Bouet
- Émile Bouhours
- Marc Bouillon
- Mickaël Bourgain
- Thierry Bourguignon
- Paul Bourrillon
- Gilles Bouvard
- Philippe Bouvatier
- Albert Bouvet
- Guillaume Bouvin
- Koen Bouwman
- Eddy Bouwmans
- Franck Bouyer
- Jan Boven
- Miguel Bover
- Alfredo Bovet
- Bart Bowen
- Dan Bowman
- Jan van Boxtel
- Éric Boyer
- Jonathan Boyer
- Borut Božič

## Br
- John den Braber
- Ferdinand Bracke
- Tony Bracke
- Neve Bradbury
- Christopher Bradford
- Adolphe Braeckeveldt
- Tayeb Braikia
- Janez Brajkovič
- Davide Bramati
- Luca Bramati
- Cesare Brambilla
- Pierre Brambilla
- Lucinda Brand
- Daphny van den Brand
- Jan Brander
- Matthias Brändle
- Nicole Brändli
- Frans Brands
- Christophe Brandt
- Jean Brankart
- Florent Brard
- Martine Bras
- Rossano Brasi
- John Braspennincx
- Piet Braspennincx
- Shanne Braspennincx
- Gregor Braun
- Anthony Brea
- Mischa Bredewold
- Hein van Breenen
- Anna van der Breggen
- Mathias Bregnhøj
- Piet van den Brekel
- Lisa Brennauer
- Bart Brentjens
- Matti Breschel
- Arturo Bresciani
- Beat Breu
- Erik Breukink
- Jan Breur
- Jimmi Briceño
- Jan Brinkman
- Maurice Brocco
- Laurent Brochard
- Angela Brodtka
- Irene van den Broek
- Johnny Broers
- Pavel Broett
- Giorgia Bronzini
- Grace Brown
- Graeme Brown
- Tomasz Brożyna
- Jon Bru
- Kimberly Bruckner
- Jürg Bruggmann
- Petra de Bruin
- Regina Bruins
- Johan Bruinsma
- Emile Bruneau
- Achiel Bruneel
- Yvonne Brunen
- Giovanni Brunero
- Dino Bruni
- Marzio Bruseghin
- Joseph Bruyère
- Albert Bruylandt
- Dave Bruylandts
- Johan Bruyneel

## Bu
- Antonio Bucciero
- Emanuel Buchmann
- Edgar Buchwalder
- Hernán Buenahora
- Mickaël Buffaz
- Klaus Bugdahl
- Gianni Bugno (de hagedis)
- Leen Buis
- Nina Buysman
- Eugenia Bujak
- Richard Bukacki
- Max Bulla
- Nancy van der Burg
- Mathieu Burgaudeau
- Marcus Burghardt
- Hermann Buse
- Tyler Butterfield
- Eva Buurman
- Michel Buyck
- Gerard Buyl
- Nina Buysman
- Achiel Buysse
- Jules Buysse
- Lucien Buysse
- Marcel Buysse
- Jasper De Buyst

A · B · C · D · E · F · G · H · I · J · K · L · M · N · O · P · Q · R · S · T · U · V · W · X · Y · Z